# 18125 Brianwilson
A 18125 Brianwilson (ideiglenes jelöléssel 2000 OF) a Naprendszer kisbolygóövében található aszteroida. John Broughton fedezte fel 2000. július 22-én.
Nevét Brian Wilson amerikai zenész után kapta.